# Пашутинці
Пашу́тинці — село в Україні, у Красилівській міській громаді Хмельницького району Хмельницької області, у долині річки Бужок. Населення становить 289 осіб.

## Історія
У 1906 році село Красилівської волості Старокостянтинівського повіту Волинської губернії. Відстань від повітового міста 35 верст, від волості 13. Дворів 139, мешканців 825.
Колишній орган місцевого самоврядування — Веселівська сільська рада.

## Населення

### Мова
Розподіл населення за рідною мовою за даними перепису 2001 року:
| Мова       | Кількість | Відсоток |
| ---------- | --------- | -------- |
| українська | 285       | 98.62 %  |
| російська  | 2         | 0.69 %   |
| румунська  | 2         | 0.69 %   |
| Усього     | 225       | 100 %    |

## Пам'ятки
Неподалік від села розташовані Моломолинцівський гідрологічний заказник та Пашутинецьке заповідне урочище.

## Постаті
- Михайлюк Михайло Миколайович (* 1944) — український скульптор. Член НСХУ. Заслужений художник України.

## Галерея

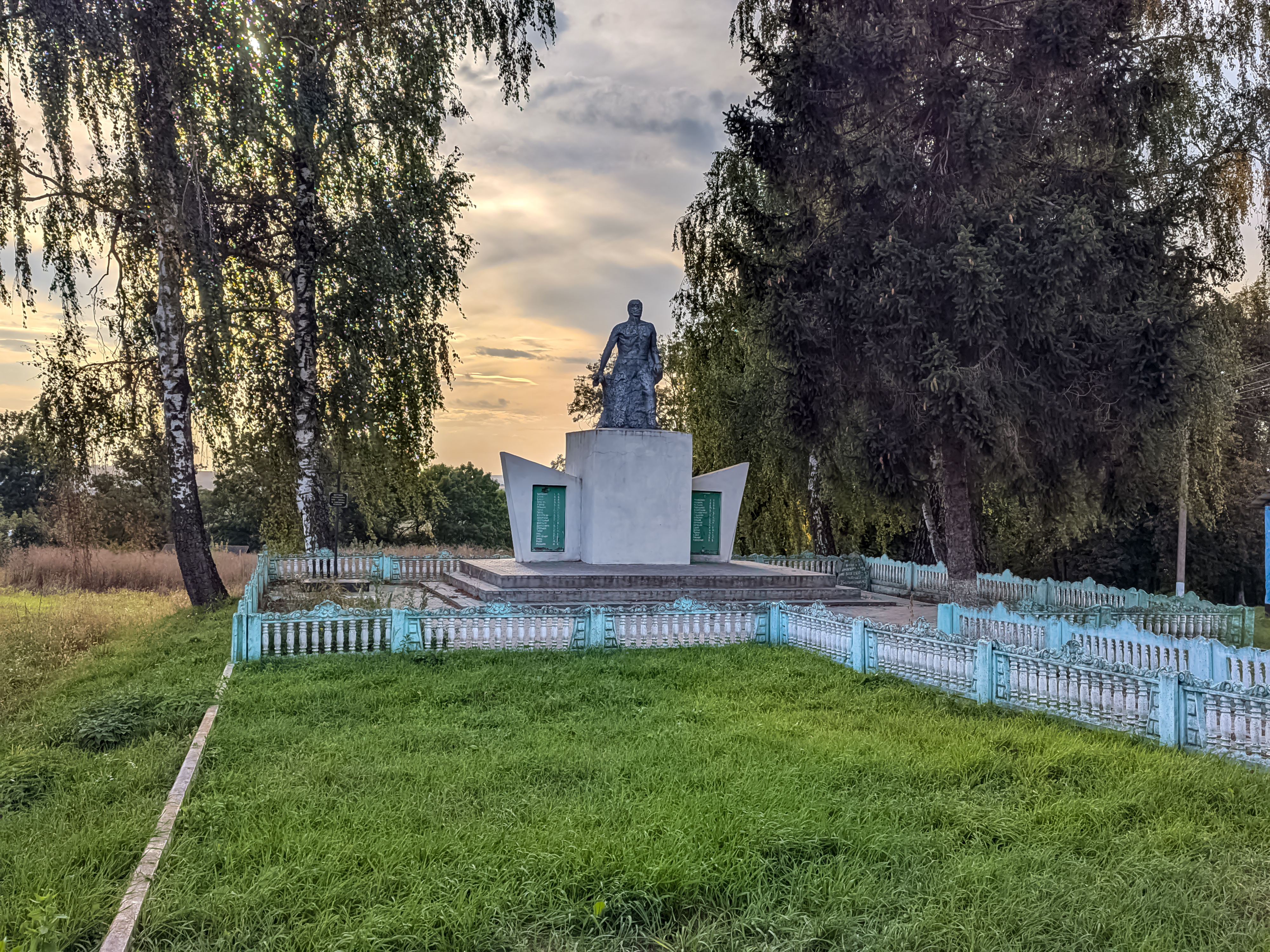
Пам'ятник воїнам-односельчанам
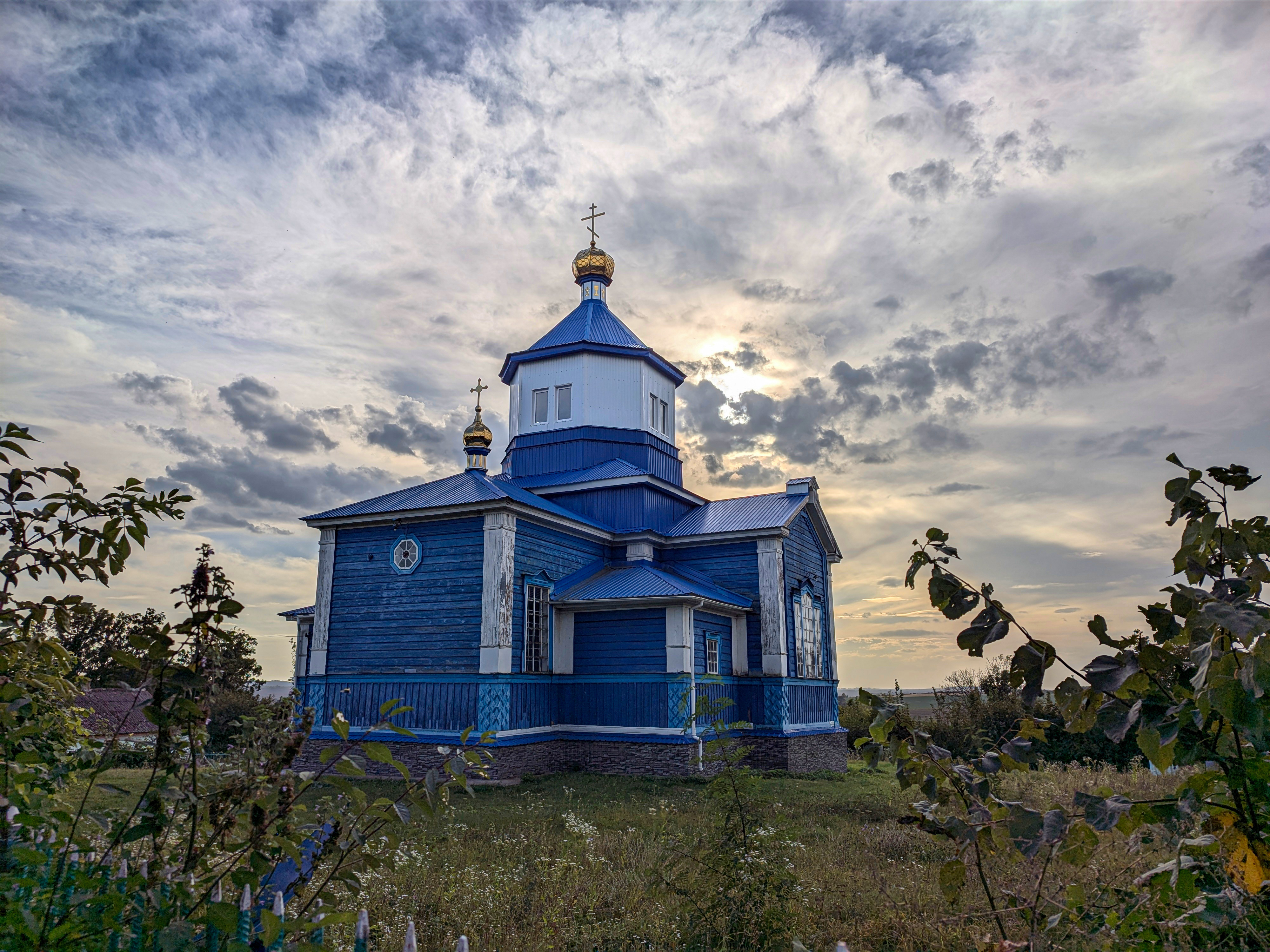
Церква Святого Михайла (1902)
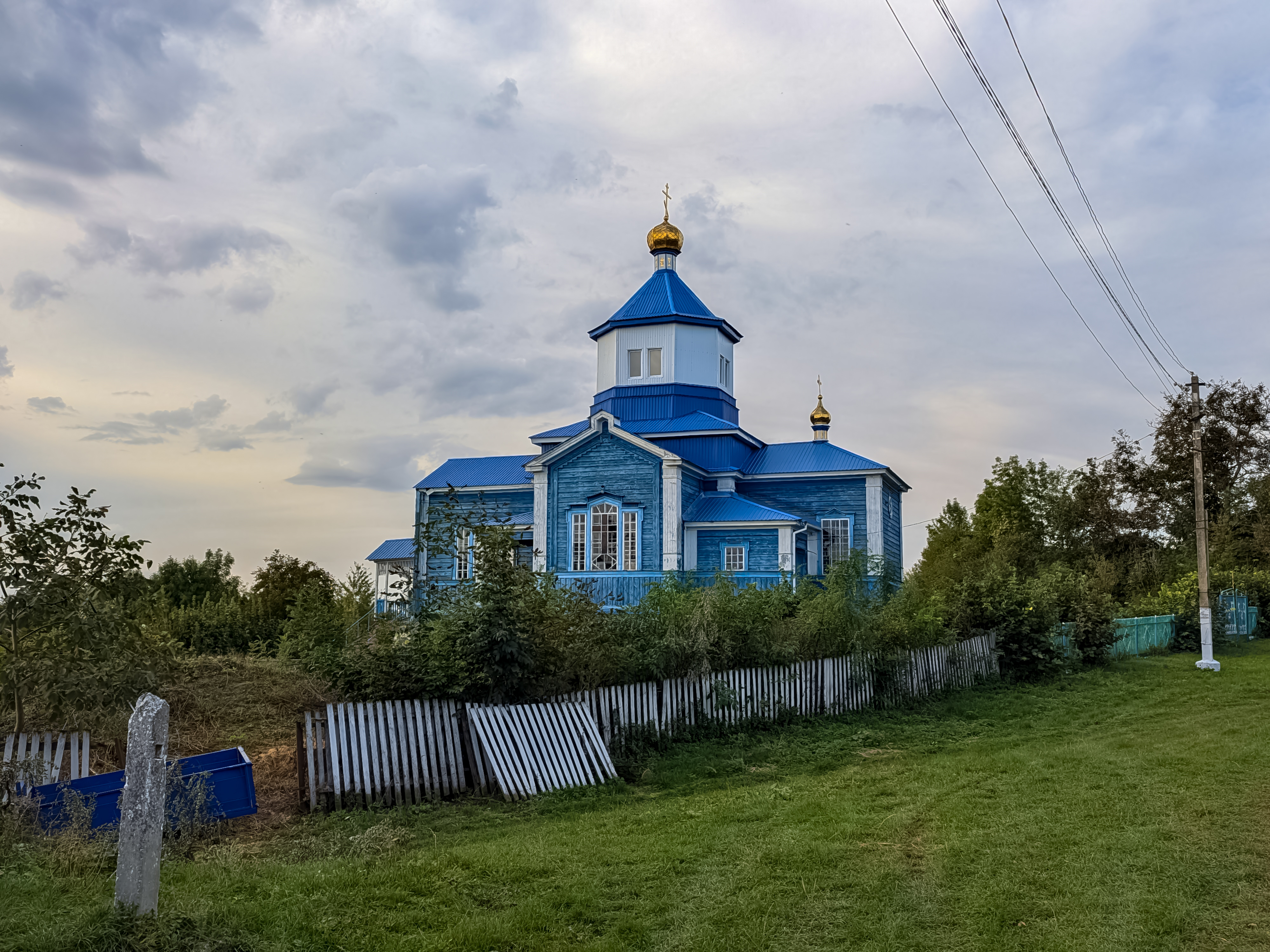
Церква Святого Михайла (1902)
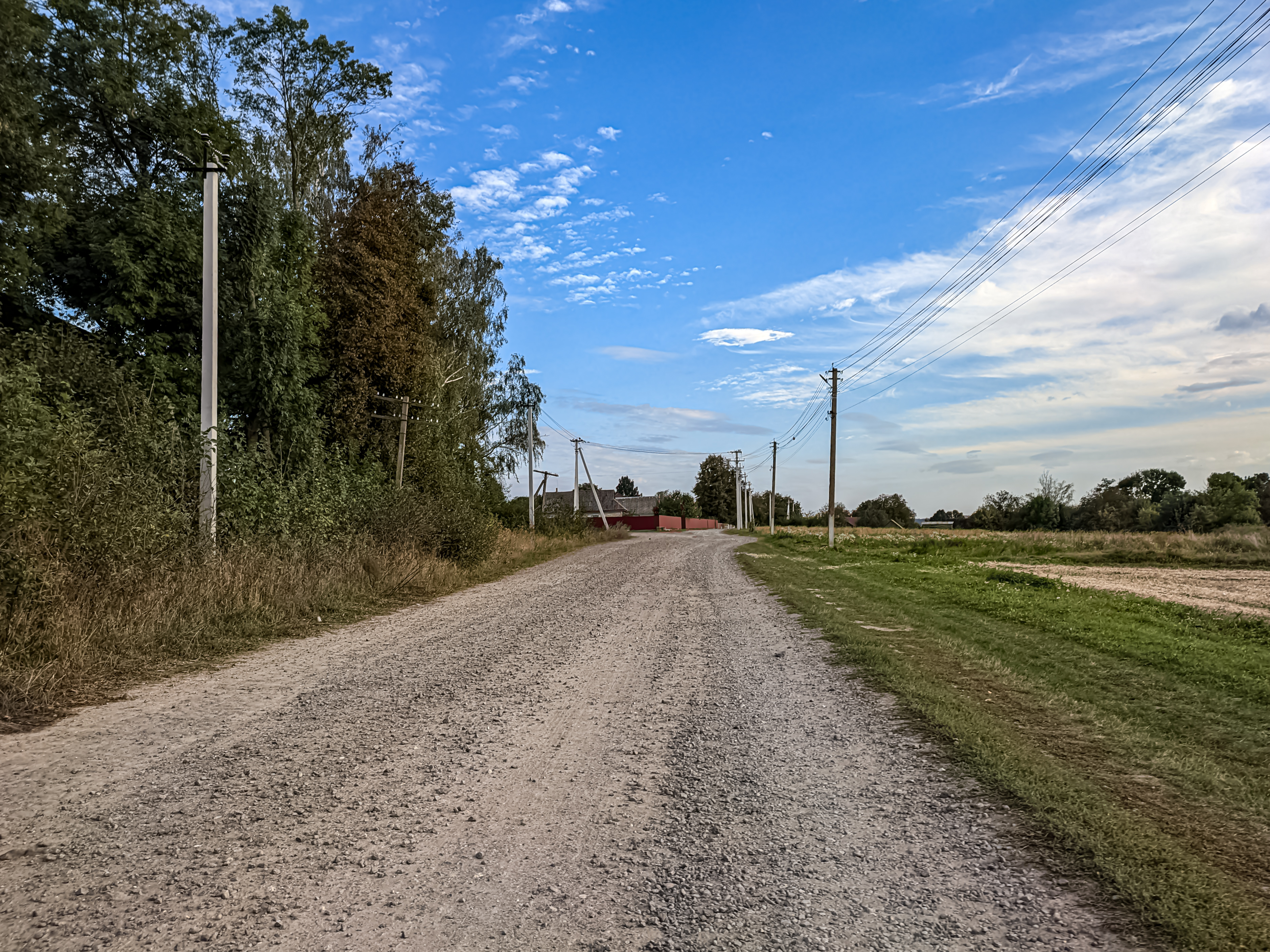
Вулиця Молодіжна
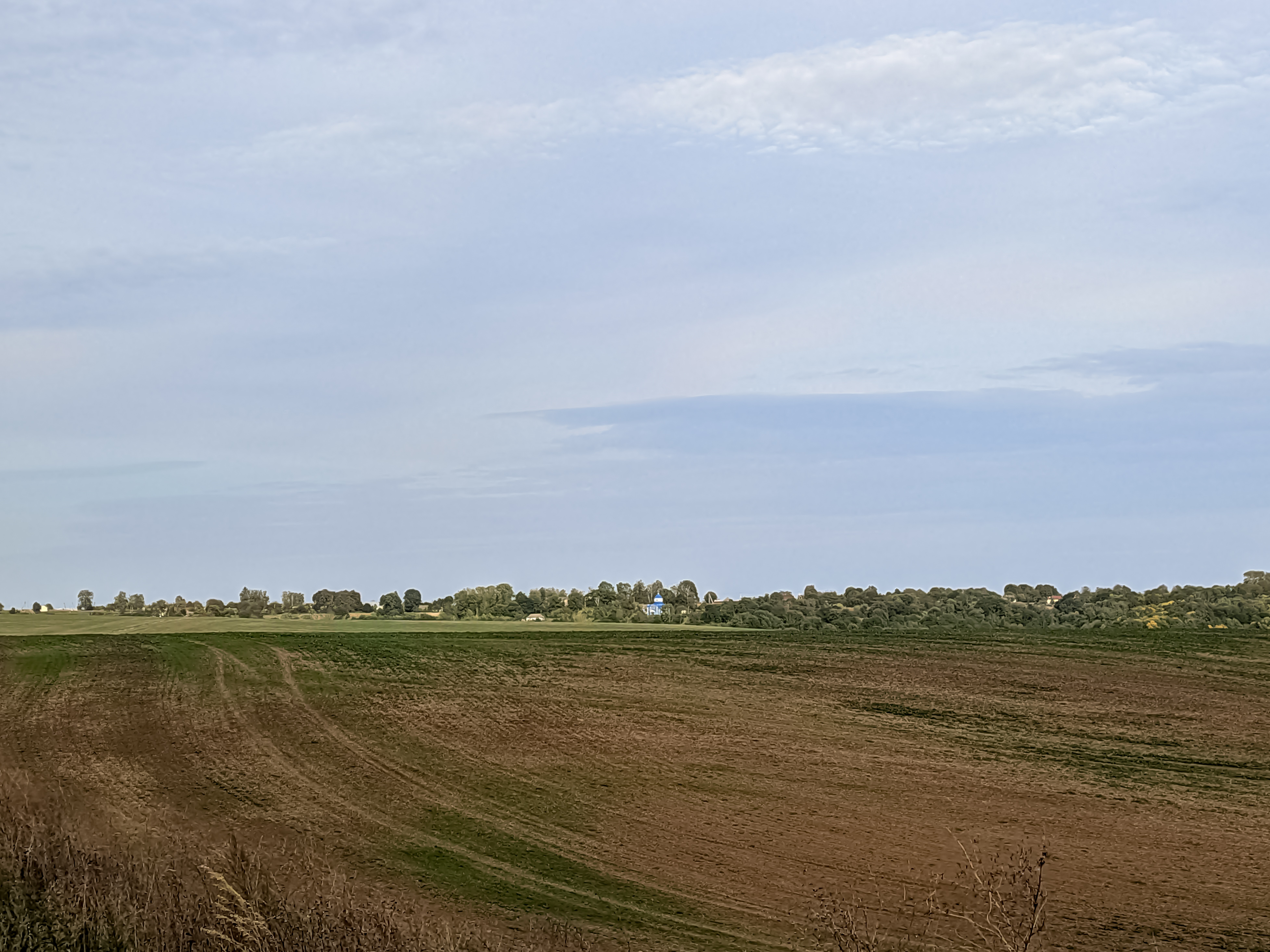
Вид на село з автошляху Н03
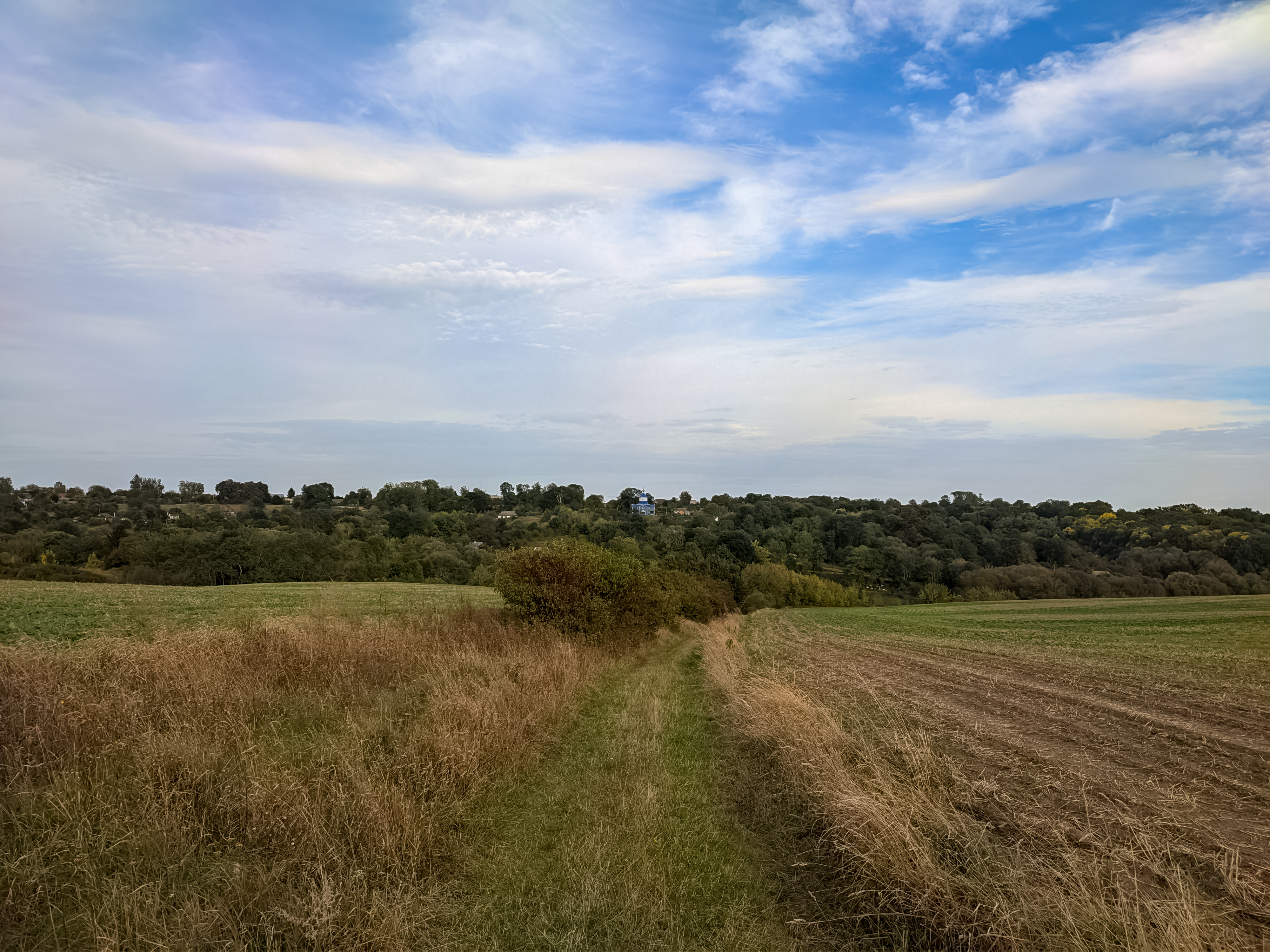
Краєвид околиць села
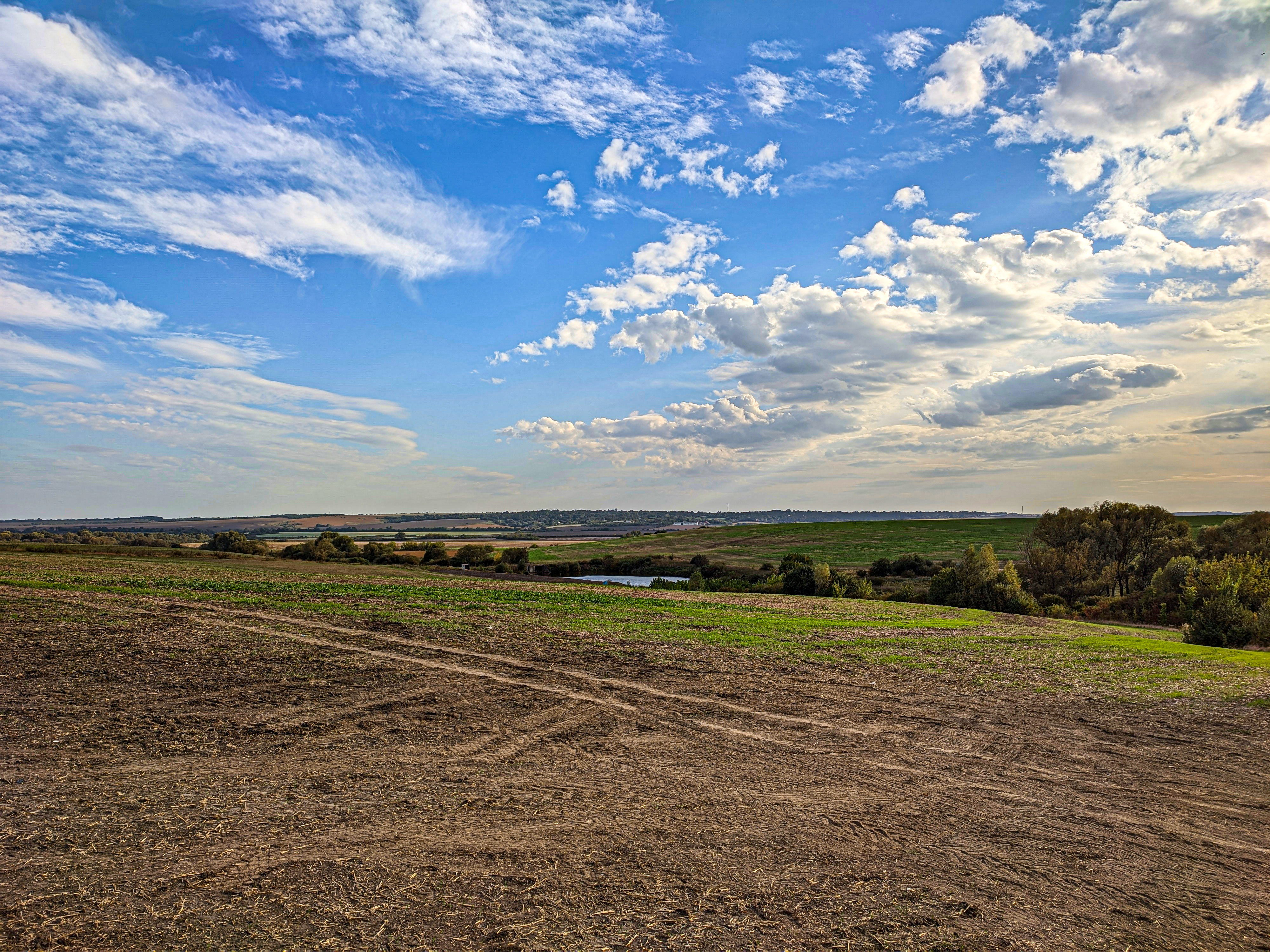
Ставок на окраїні Пашутинець
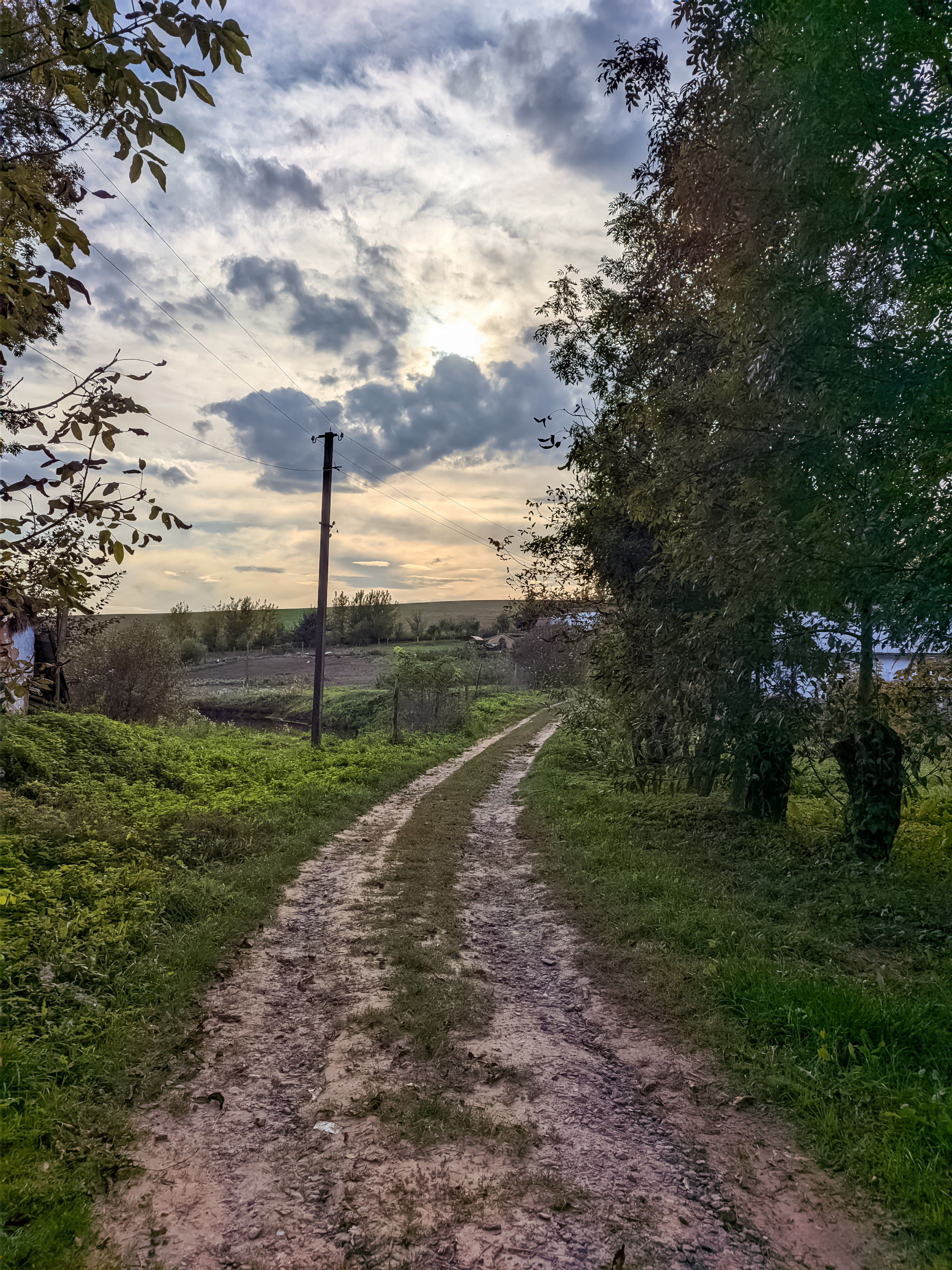
Одна із вулиць на західній околиці села
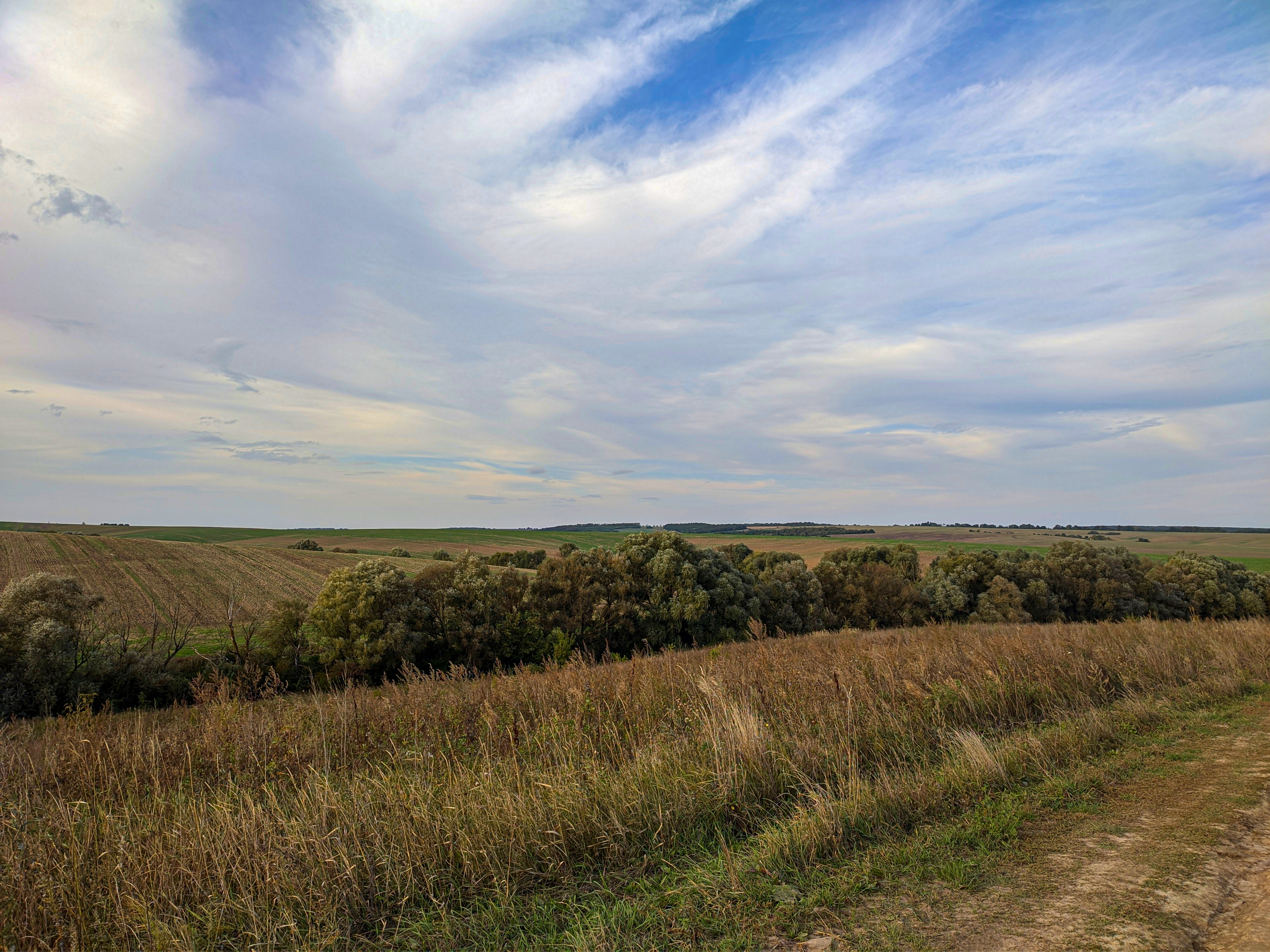
Околиці села
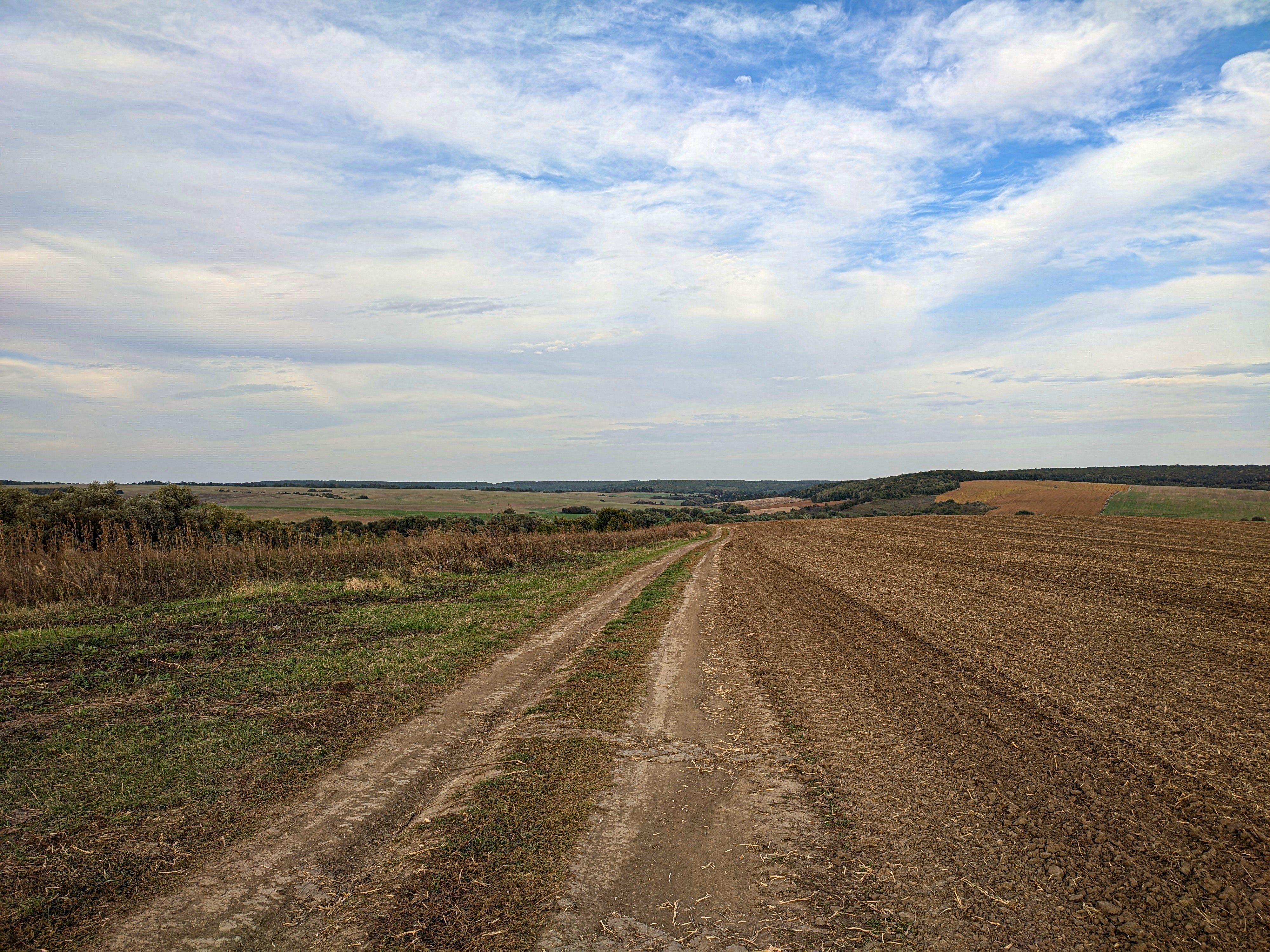
Околиці села